# GetJar

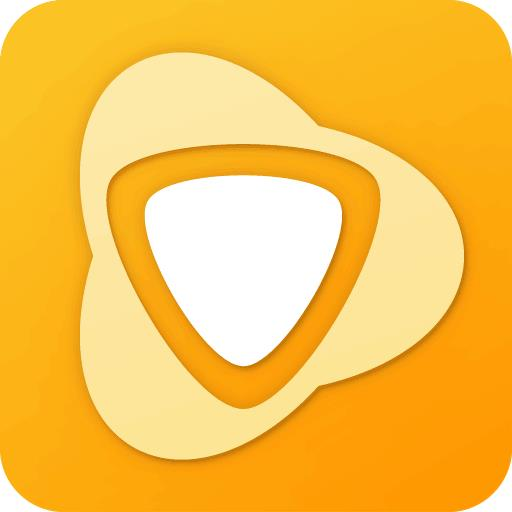
Logo von GetJar

GetJar ist ein Verkaufportal, in dem Apps für Mobiltelefone verkauft werden, wobei auch kostenlose Apps zum Download bereitstehen. Es stehen etwa 75.000 Apps für verschiedene Plattformen, unter anderen Java ME, Blackberry, Symbian, Windows Mobile und Android zur Verfügung. Seit der Gründung im Jahr 2004 verzeichnet GetJar mehr als eine Milliarde Downloads aus etwa 200 Ländern. GetJar behauptete zuletzt im Dezember 2010 den weltweit zweitgrößten App Store zu betreiben. Das Gleiche behauptet allerdings auch Nokia von dessen Nokia Store, und das Werbeunternehmen Smaato vom Google Play Store. Die unterschiedlichen Ergebnisse kommen durch unterschiedliche Zählweisen zustande.
Das Unternehmen wurde von Ilja Laurs, welcher auch CEO des Unternehmens ist, gegründet. Größter Investor ist Accel Partners.

## Auszeichnungen
- Meffys 2009, "D2C service" Gewinner[6]
- TiECON50 2009, "Wireless" Gewinner[7]
- Mobile Excellence Award 2009, Best Mobile Service[8]
- Am 1. September 2010 wählte das World Economic Forum GetJar zum Technology Pioneer für 2011.[9]